# Saint-Projet-Saint-Constant

Saint-Projet-Saint-Constant este o comună în departamentul Charente, Franța. În 1 ianuarie 2018 avea o populație de 1.065 de locuitori.